# Mariano Masana Ribas
Mariano Masana Ribas (Igualada, España, 27 de enero de 1927), jefe de obra, constructor de la chimenea de la Bòbila Almirall de Terrassa, Récord Guinness año 1991.

## Biografía

### Infancia
Mariano nació en Igualada a las 10 de la mañana del 27 de enero de 1927. Fue el segundo hijo de sus padres, Joan y Anna. Tenía un carácter extrovertido y dinámico. Estudiaba en la Escola Pia de Igualada.
Su padre era payés y su madre se encargaba del hogar. Sus padres tuvieron seis hijos y durante la guerra civil española tuvieron que hacer frente a muchos problemas. El año 1940 se trasladaron a vivir a una casa de la calle Galileu n.º 78 de Tarrasa.
A los catorce años, trabajó de peón en Construcciones Hijo de Juan Pagès, empresa de renombre en la ciudad de Tarrasa  que, además de construir viviendas, edificó varias empresas, alguna de las cuales (y de las que tengamos constancia) son La Magdalena y la fábrica Torredemer.
Asistía a las clases nocturnas que se impartían en la Escuela Industrial para personas que trabajaban, y lo más probable es que siguiera el programa del año 1945 en la especialidad de construcción.

### Adolescencia y edad adulta
Pasó su juventud trabajando en varias de las obras que realizó la empresa Pagès entre los años 1941 y 1954, excepto en el período del servicio militar. Era una persona dinámica y muy aficionada a las motos, tuvo más de una.
Se casó con María Hierro Fibla, natural de Tortosa, el año 1952 y no tuvieron hijos. Vivían en la carretera de Rubí, n.º 53 de Tarrasa.

## Jefe de obras
Para algunas personas resultaba sorprendente que un maestro de obras (que no era arquitecto), llevara a cabo una obra de tal envergadura, pero era Mariano quien se encargaba de contratar a los trabajadores, tal como muestra el certificado de la Mutua Patronal de Accidentes de Trabajo, en el que consta que tenía asegurados e los trabajadores con el número 08/110.251.

## El proyecto de edificación de la chimenea de la Bòbila Almirall de Tarrasa
Mariano Masana había realizado algunos trabajos de construcción en el tejar de tochos del empresario Francesc Almirall, sito en la Gran Vía, actual avenida Àngel Sallent. Gracias la relación que mantenía con Francesc Almirall acordaron construir una nueva chimenea industrial que fuera capaz de succionar el humo de los dos hornos que consideraban que tenían que quemar 10.000 kg de carbón diarios.
Según su hermano Francesc, Mariano tenía sobre la mesa de su despacho de la calle Galileu unos esquemas o dibujos de la chimenea elaborados por él mismo. Era muy atrevido y tenía un punto de excentricidad que se reflejaba en varios aspectos, por ejemplo, en el hecho de que las paredes de su oficina estuvieran pintadas cada una de un color distinto.

## El diseño de la chimenea
La eficiente capacidad de tiraje se hubiera conseguido con menos metros de altura. El motivo de alargarla hasta 63,25 m quizás fuera por estética y originalidad o, quién sabe, quizá para superar el monumento de Colón de Barcelona, que mide 60 m de alto. Durante la década de los sesenta, el sector de la construcción en Tarrasa vivía un período de apogeo, que se vio incrementado gracias a la llegada de inmigración interna que buscaba trabajo en los diversos vapores textiles de la ciudad. La economía del tejar Almirall era buena, razón que debía permitirles edificar algo que excediera de los criterios estrictamente funcionales.
Los tochos necesarios para construir la estructura fueron elaborados en el tejar Benages de la carretera de Rellinars. Algunos de estos, atendiendo la diferencia de talud que iba tomando la chimenea, tuvieron que ser rectificados con ayuda de un disco eléctrico. Para obtener más detalles sobre la obra, puede consultarse el artículo digitalizado de la revista Terme.

## Los constructores
Mariano, lo más probable, es que, para acometer este trabajo, escogiera a albañiles que fueran valientes y, sobre todo, que no padecieran de vértigo. Con satisfacción, tanto Mariano como otros obreros habían apuntado su pericia al tener que trabajar manteniéndose sobre una pieza vertical y tolerando bien el balanceo que, a partir de los 40 m, era muy acusado.
Fueron:
•	Mariano Masana Ribas (Igualada, 27-12-1927 – Tarrasa, 7-7-1960), contratista y responsable de llevar a cabo la obra.
•	Lucas Pérez Molina (Uleila del Campo, Almería, 3-1-1918 – Tarrasa, 9-11-1999), oficial de albañil que había trabajado en la empresa de construcción Esteve Moliner que construyó varias obras en Tarrasa.
•	José Fauquet Cons (Albalate de Cinca, Huesca, 27-3-1927), oficial de albañil. Tras la experiencia adquirida con esta obra, fue contratado para construir una chimenea en Rétiers (Francia).
•	Paulino Carbajal García (Belmonte de Tajo, 31-8-1930), peón que trabajaba sobre la estructura.
•	Francisco Gálvez Quesada (Aguadulce, Sevilla, 1935 – Tarrasa, 15-5-1960), peón responsable de preparar el mortero con las proporciones de cal grasa, arena y cemento de Pórtland que le indicaba Mariano. Murió heroicamente para salvar a una chica cuando hacía tan sólo dos días que había sido padre.

## Materiales utilizados
El cuerpo de la chimenea está elaborado con ladrillos trapezoidales aplantillados, de tierra cocida roja, fabricados manualmente, y se calcula que en total hay unas 780 hileras de ladrillos sobrepuestas que, entre el grueso del tocho y del mortero, miden unos 8 cm que, multiplicados por las 780 hileras, son 62,40 m, cifra acorde con la altura de la chimenea. Los 217 escalones adosados a la pared de la estructura, formando espiral, que permiten subir hasta casi la plataforma circular superior están hechos de hormigón armado y están protegidos por una barandilla metálica y pintada con antioxidante. A la plataforma circular, que cuenta con unos 70 cm de espacio útil, se accede a través de una escalera de gato metálica de siete peldaños. Dicha plataforma se sustenta mediante unos contrafuertes prefabricados de hormigón y está rodeada por una barandilla protectora de hierro. La salida de humos está provista de una estructura metálica en forma de tres pies de medio arco que tiene la función de sostener el pararrayos.
En cuanto al tipo de mortero, el albañil Lucas Pérez comentaba que las proporciones de cal, arena y cemento de Pórtland las indicaba Mariano dependiendo del tramo que estuvieran construyendo.
El primer tramo de la pieza se construyó utilizando un andamio externo elaborado con troncos de árbol –denominados antenas– al que se ataban los tablones con cuerdas. A cierta altura, la obra continuó con andamio interno formado por tablones con un espacio libre para poder subir el material con ayuda de una polea.

## Características estructurales de la chimenea
El cimiento tiene unas dimensiones aproximadas de 6 m × 6 m con 5 m de profundidad que se comunicaba con las dos conducciones del tiraje que iban hacia los hornos.
En un principio tenía una base poligonal, medio cuadrada y medio hexagonal, de unos 9 m de altura, pero, cuando se restauró en el año 1995, se modificó esta parte para proporcionarle una estética acampanada que le confería un aspecto más moderno.
El fuste es troncocónico, arranca sobre la peana del cimiento y se considera que tiene un talud de entre un 2% y un 3%, de acuerdo también con el diseño que, según el albañil Lucas Pérez, consideraba que medía la plomada.
Está rodeada por la escalera que forma una espiral en torno al tronco, elemento inusual en una chimenea industrial.
La plataforma superior permitió acoger a los cinco constructores y a dos personas más el día que decidieron desayunar allí para celebrar la finalización de la obra.
Desde la base hasta la corona mide 63,25 m, el diámetro inferior es de 3,98 m y el superior de 2,19 m.
El peso aproximado es de 570 t y el volumen interno aproximado es de 166 m³. Entró en funcionamiento en el mes de julio del año 1956 y se considera que estuvo en activo durante doce años.

## Inauguración
Se inauguró el mes de julio del año 1956. Se hizo eco en la prensa.
El Semanario Destino del 16 de junio de 1956, en la página 33, publicaba la fotografía de la chimenea.
El periódico Tarrasa Información del 16 de julio de 1956 presentaba un artículo titulado «En Tarrasa está por inaugurarse la segunda chimenea más alta del mundo». La más alta estaba en Argentina, pero los contactos para saber si se mantenía en pie no dieron resultado.
Manel Arissó, buen amigo de Mariano Masana, comentaba que él fue una de las primeras personas que subió a lo alto de la chimenea invitado por Mariano.

## Inscripción en el libro de récords mundiales Guinness
Mariano Masana, junto a Jaume Almirall, creó la empresa COPSA, lo primero que aportaba era personal y técnica; lo segundo, capital. El 7 de julio de 1960, Mariano iba a trabajar a dicha empresa con su Montesa. Detrás, con una Ossa, le seguía su hermano Francesc. Una capa de arena que había en la carretera hizo que se cayera, se levantó, se sacudió la ropa y dijo: «¡No me he hecho nada!» Acto seguido, cayó al suelo sin vida y sólo tenía treinta y tres años.
Rosa M. Masana, después de que el Diari de Terrassa publicara una nota en la que comunicaba que la mayoría de chimeneas industriales eran realizadas por arquitectos y jefes de obra desconocidos y sabiendo que Mariano Masana había sido el jefe de obra de la del Almirall, reunió documentación variada referente a la edificación y acabó presentando una propuesta de inscripción al libro de récords mundiales Guinness. La documentación constituye un expediente de veinticinco páginas que fue entregado a Guinness el 28 de abril de 1990.
Con fecha 18 de septiembre de 1990, Rosa M. Masana recibió un comunicado del departamento de Información y Gestión de Guinness en el que se informaba que la chimenea Almirall había sido homologada como la chimenea con escalera de caracol más alta del mundo, asimismo le fue entregado un diploma.
La inscripción fue publicada en el libro de récords mundiales Guinness del año 1991, página 124.

## Inscripción en elLibro de los récords catalanes
Tras la presentación de un bloc con los distintos documentos en el Libro de los récords catalanes, con fecha 2 de enero de 1997, Xavier Tudela comunicó la incorporación de la chimenea en dicho libro. También se hizo entrega, a cada una de las personas que participaron en la obra, de un diploma y del reconocimiento: fue publicado en el Libro de los récords catalanes del año 1994.

## Consolidación de la estructura
El año 1997, el arquitecto Robert Brufau Niubó impartió una conferencia sobre un seminario de chimeneas industriales en el Museo de la Ciencia de Tarrasa, donde presentó el estudio titulado «Rehabilitación de la chimenea Almirall de Tarrasa», en el que se describen las características estructurales de la chimenea Almirall y se proporcionan algunas de las soluciones que deben llevarse a cabo para garantizar su estabilización.

## Reconocimientos
Desde el momento en que la chimenea, por su singularidad, el año 1990 adquirió relevancia a escala nacional e internacional, han sido varios los artículos e imágenes que sobre ello se han publicado. Asimismo se organizaron unas jornadas sobre chimeneas industriales en el Museo de la Ciencia y la Técnica de Cataluña en las que participación arquitectos y aparejadores extranjeros que señalaban la importancia arquitectónica e histórica de esta pieza.

## Homenaje a los constructores
El 5 de junio de 1999, en el marco de los actos de la fiesta mayor del barrio de la Maurina, se celebró un homenaje a los constructores. Sólo dos pudieron recoger una pieza de cerámica conmemorativa, José Fauquet i Paulino Carbajal. Los obsequios de los demás albañiles fueron recibidos por los familiares de estos. También se descubrió una placa con el nombre del empresario y de los constructores.

## Quincuagésimo aniversario (1956-2006)
El mes de julio del año 2006, la chimenea, teniendo en cuenta su vida activa y pasiva, cumplió cincuenta años. Se preparó un bloc con varios de los artículos aparecidos en la prensa.

## Desprendimiento de fragmentos
El mes de febrero del año 2012, se desprendieron unos fragmentos de la cornisa superior que estaba sostenida por contrafuertes de hormigón, posiblemente de los embellecedores. También había que reparar algunos peldaños, según la prensa. Varios medios hicieron referencia a este hecho.

## Donación al Museo de la Ciencia y la Técnica de Cataluña
El día que Mariano tuvo el accidente con su moto Montesa, matrícula B-213864, llevaba un nivel y un centímetro enrollable, herramientas básicas para un constructor. Su hermano Francesc guardó estas piezas durante veintinueve años. Actualmente, se ha considerado hacer una donación de los mencionados utensilios al Museo de la Ciencia y la Técnica de Cataluña.
En el Boletín de arqueología industrial y de museos de la ciencia y la técnica, situado en la ciudad de Tarrasa - Barcelona-  ha  sido publicado un artículo referente a la chimenea de la fábrica de ladrillos Almirall  junto con la descripción de dos herramientas utilizadas por el maestro de obras Mariano Masana durante la construcción de la chimenea.  Dichos utensilios  son un nivel de burbuja de agua y un centímetro enrollable de acero inoxidable que ambos tienen una antigüedad de más de 50 años y  han sido cedidos al citado museo.

## Breve comentario del accidente de Francisco Gálvez
El diario Sabadell del 17 de mayo de 1960, en la página 3, publicaba: «Dos personas pierden la vida arrolladas por un tren». Los hechos sucedieron en el andén de la estación de la RENFE de Sabadell cuando una chica de veinte años, Pilar Gómez Vizcaíno, cayó a la vía cuando intentaba subir al tren. Francisco Gálvez y otro chico, al ver el peligro que corría, fueron a socorrerla. Un tren procedente de Barcelona, que circulaba por la otra vía, embistió a Pilar y a Francisco. El segundo chico que también arriesgó su vida pudo salvarse.
Francisco Gálvez Quesada, Currito, murió cuando tenía veintiséis años y tan sólo hacía dos días que había sido padre de su hija Antònia. Desde estas páginas, y transcurridos cincuenta y dos años desde el accidente, queremos recordarle como cooperador de una insólita obra industrial, pero especialmente por la honorabilidad de su persona marcada por una excelente humanidad, altruismo y heroicidad.

## La chimenea como inspiración artística
Son varios los artistas tarrasenses que en los ámbitos de poesía, pintura, escultura, maquetación, pastelería artesanal, actos lúdicos y fotografía han creado obras inspirados en esta emblemática pieza del patrimonio industrial.